# 光短額鮃
光短額鮃為輻鰭魚綱鰈形目鰈亞目鮃科的其中一種，為熱帶海水魚，分布於印度西太平洋Saya de Malha Bank、珊瑚海、南中國海、日本南部海域，棲息深度30-240公尺，體長可達16公分，棲息在沙泥底質底層水域，以底棲生物為食，生活習性不明。

## 扩展阅读
維基物種上的相關：光短額鮃